# Champagne Royale
『Champagne Royale』（シャンペン・ロワイヤル）は、2007年3月7日に発売された鈴木雅之の12枚目のアルバム。

## 解説
本作は、松尾潔をトータル・プロデュースに迎え、玉置浩二、川口大輔など作家陣による楽曲提供、Skoop On SomebodyやSMOOTH ACEらがコーラス参加。島谷ひとみとのデュエット・ソング「ふたりでいいじゃない」のアルバム・ヴァージョンを含む10曲に加え、ジョージ・ベンソンの「NOTHING'S GONNA CHANGE MY LOVE FOR YOU」をボーナス・トラックとして収録。 鈴木のソロ活動第三章の始まりとして制作された。
本作を引っ提げた全国ツアー「taste of martini tour 2007〜Champagne Royale〜」が同年4月13日から18公演で開催され、6月11日に神奈川県民ホールで開催されたコンサートの模様を完全収録したライブDVD『taste of martini tour 2007 Champagne Royale』として同年11月にリリースされた。
「& You」は2007年4月より、オートレースのCMに使用された。

## 収録曲
| #         | タイトル                                                                              | 作詞                          | 作曲                          | 編曲       | 時間  |
| --------- | ------------------------------------------------------------------------------------- | ----------------------------- | ----------------------------- | ---------- | ----- |
| 1.        | 「My Sweetness」                                                                      | 松尾潔                        | 鈴木雅之                      | K-Muto     | 4:30  |
| 2.        | 「ふたりでいいじゃない 〜album ver.〜」(TBS系ドラマ愛の劇場「結婚式へ行こう!」主題歌) | 秦建日子, 松尾潔              | 宇佐美秀文                    | 宇佐美秀文 | 5:01  |
| 3.        | 「53F」                                                                               | 葛谷葉子, 松尾潔              | 葛谷葉子                      | 安部潤     | 5:45  |
| 4.        | 「Champagne」                                                                         | 松尾潔                        | 川口大輔                      | 川口大輔   | 5:08  |
| 5.        | 「六本木慕情」                                                                        | 売野雅勇                      | 筒美京平                      | Maestro-T  | 4:51  |
| 6.        | 「NOTHING’S GONNA CHANGE MY LOVE FOR YOU」(SUBARU LEGACYツーリングワゴン CMソング)    | Michael Masser, Gerald Goffin | Michael Masser, Gerald Goffin | 大森俊之   | 4:38  |
| 7.        | 「フラッシュバック」                                                                  | 松尾潔                        | The Ivory Brothers            | 小松秀行   | 5:12  |
| 8.        | 「いびつな夜」                                                                        | 大智, 松尾潔                  | 大智                          | 森大輔     | 5:27  |
| 9.        | 「& You」                                                                             | 松井五郎                      | 玉置浩二                      | 安部潤     | 4:52  |
| 10.       | 「GAME OVER」                                                                         | 松尾潔                        | 浅田将明                      | 浅田将明   | 3:56  |
| 11.       | 「放浪春秋」                                                                          | 松尾潔                        | 村上てつや, 平田祥一郎        | 宇佐美秀文 | 6:31  |
| 合計時間: | 合計時間:                                                                             | 合計時間:                     | 合計時間:                     | 合計時間:  | 55:51 |